# NETAMI
『NETAMI』（ネタみ）は、日本テレビ系列で2021年12月11日・18日・2022年1月8日と同年3月20日に放送されたお笑いバラエティ番組。

## MC
- バカリズム
- 飯塚悟志（東京03）
- ハライチ

## ネット局
- 全編ローカルセールス枠のため、日本テレビ以外の通常時同時ネットとする局でも自主編成の都合上臨時に遅れネットまたは非ネットに変更することがある一方、通常時非ネットとする局でも臨時同時ネットで放送する場合がある。

| 放送対象地域   | 放送局                | 系列           | 放送日時                      | 放送期間                      | ネット状況 | 備考       |
| -------------- | --------------------- | -------------- | ----------------------------- | ----------------------------- | ---------- | ---------- |
| 関東広域圏     | 日本テレビ（NTV）     | 日本テレビ系列 | 土曜 0:30 - 0:59 （金曜深夜） | 2021年12月11日 - 2022年1月8日 | 【制作局】 | 【制作局】 |
| 青森県         | 青森放送（RAB）       | 日本テレビ系列 | 土曜 0:30 - 0:59 （金曜深夜） | 2021年12月11日 - 2022年1月8日 | 同時ネット |            |
| 岩手県         | テレビ岩手（TVI）     | 日本テレビ系列 | 土曜 0:30 - 0:59 （金曜深夜） | 2021年12月11日 - 2022年1月8日 | 同時ネット |            |
| 宮城県         | ミヤギテレビ（MMT）   | 日本テレビ系列 | 土曜 0:30 - 0:59 （金曜深夜） | 2021年12月11日 - 2022年1月8日 | 同時ネット |            |
| 福島県         | 福島中央テレビ（FCT） | 日本テレビ系列 | 土曜 0:30 - 0:59 （金曜深夜） | 2021年12月11日 - 2022年1月8日 | 同時ネット |            |
| 新潟県         | テレビ新潟（TeNY）    | 日本テレビ系列 | 土曜 0:30 - 0:59 （金曜深夜） | 2021年12月11日 - 2022年1月8日 | 同時ネット |            |
| 長野県         | テレビ信州（TSB）     | 日本テレビ系列 | 土曜 0:30 - 0:59 （金曜深夜） | 2021年12月11日 - 2022年1月8日 | 同時ネット |            |
| 静岡県         | 静岡第一テレビ（SDT） | 日本テレビ系列 | 土曜 0:30 - 0:59 （金曜深夜） | 2021年12月11日 - 2022年1月8日 | 同時ネット |            |
| 富山県         | 北日本放送（KNB）     | 日本テレビ系列 | 土曜 0:30 - 0:59 （金曜深夜） | 2021年12月11日 - 2022年1月8日 | 同時ネット |            |
| 石川県         | テレビ金沢（KTK）     | 日本テレビ系列 | 土曜 0:30 - 0:59 （金曜深夜） | 2021年12月11日 - 2022年1月8日 | 同時ネット |            |
| 中京広域圏     | 中京テレビ（CTV）     | 日本テレビ系列 | 土曜 0:30 - 0:59 （金曜深夜） | 2021年12月11日 - 2022年1月8日 | 同時ネット |            |
| 鳥取県・島根県 | 日本海テレビ（NKT）   | 日本テレビ系列 | 土曜 0:30 - 0:59 （金曜深夜） | 2021年12月11日 - 2022年1月8日 | 同時ネット |            |
| 香川県・岡山県 | 西日本放送（RNC）     | 日本テレビ系列 | 土曜 0:30 - 0:59 （金曜深夜） | 2021年12月11日 - 2022年1月8日 | 同時ネット |            |
| 高知県         | 高知放送（RKC）       | 日本テレビ系列 | 土曜 0:30 - 0:59 （金曜深夜） | 2021年12月11日 - 2022年1月8日 | 同時ネット |            |
| 福岡県         | 福岡放送（FBS）       | 日本テレビ系列 | 土曜 0:30 - 0:59 （金曜深夜） | 2021年12月11日 - 2022年1月8日 | 同時ネット |            |
| 長崎県         | 長崎国際テレビ（NIB） | 日本テレビ系列 | 土曜 0:30 - 0:59 （金曜深夜） | 2021年12月11日 - 2022年1月8日 | 同時ネット |            |
| 山口県         | 山口放送（KRY）       | 日本テレビ系列 | 火曜 - 木曜 10:25 - 10:55     | 2023年6月20日 - 22日          | 遅れネット |            |

## スタッフ
- 企画・演出：本田拓也
- 構成：樅野太紀
- ナレーター：秋本帆華
- TM：望月達史
- SW：鎌倉和由（第2弾）
- CAM：早川智晃（第2弾）
- MIX：中野裕介（第2弾）
- VE：佐久間治雄（第2弾）
- LD：藤山真緒
- 技術：NiTRo
- 美術：日テレアート
- 美術：櫻場千尋
- デザイン：高井美貴
- CG：古川滋彦
- 音効：小田切暁、沢井隆志（沢井→第2弾）
- デスク：富重裕子
- TK：竹島祐子
- 編集：橋本治、松元美砂（松元→第2弾）
- MA：眞坂聡美
- ディレクター：新目美菜海、千葉博史 / 竹内遥香、村山恭涼（千葉・村山→第2弾）
- プロデューサー：横澤俊之、貝山京子、河野安治、牛山亜紀子 / 内海阿や、加賀南海（加賀→第2弾）
- 監修：橋本和明
- CP：秋山健一郎
- 制作協力：極東電視台
- 製作著作：日本テレビ

### 過去のスタッフ
- SW：小林宏義（ネクプラ）
- CAM：大庭茂嗣（ネクプラ）
- MIX：伊藤義典（ネクプラ）
- VE：横山秀樹（ネクプラ）
- 音効：杉村沙織（ネクプラ）
- ディレクター：小澤雄一、二宮孝太郎 / 安藤翔太、河村静香（共にネクプラ）